# 吉田竜二
吉田 竜二（よしだ たつじ、1988年2月3日 - ）は、ジャパンラグビーリーグワンの釜石シーウェイブスRFCに所属するラグビー選手。現在スクラムコーチも務めている。

## プロフィール
- 大阪府大阪市出身[1]。
- ポジションはフッカー(HO)。
- 身長 175 cm、体重 105 kg
- 血液型はO型である。
- ニックネームはたつじぃ。

## 略歴
2006年、近大附属高校卒業後、拓殖大学に入学する。
2009年、拓殖大学ラグビー部の主将に就任した。
2010年、拓殖大学卒業後、釜石シーウェイブスに加入。同年9月19日に行われたトップイーストリーグ第2節の日野自動車レッドドルフィンズ戦に途中出場で公式戦初出場を果たした。
2011年、セコムラガッツに加入。5シーズンプレーした。
2016年、釜石シーウェイブスに復帰。